# Głuchów (obwód sumski)
Głuchów (ukr. Глухів, Hłuchiw) – historyczne miasto w obwodzie sumskim na Ukrainie, ok. 100 km na północny wschód od Konotopu i na południe od pobliskiej granicy z Rosją, nad rzeką Esmań, współrzędne geograficzne 51°41′N 33°54′E.
W mieście rozwinął się przemysł elektrotechniczny, spożywczy oraz włókienniczy.

## Historia
Wzmiankowane w 1152 roku jako część księstwa czernihowskiego na Siewierzy, zniszczonego przez plemiona kumańskie; w późniejszym średniowieczu od roku 1252 stolica samodzielnego księstwa czernihowskiego zależnego od chanatu tatarskiego. Od ok. 1320 roku w granicach Wielkiego Księstwa Litewskiego, utracony w 1503 roku na rzecz Wielkiego Księstwa Moskiewskiego, od roku 1618 (rozejm w Dywilinie) we władaniu, a od 1635 roku (pokój polanowski) w granicach Rzeczypospolitej Obojga Narodów, w województwie czernihowskim. Pierwszym właścicielem wsi był Marek Kimber herbu Topór. W roku 1644 Głuchów otrzymał przywileje miejskie od króla Władysława IV Wazy. Po roku 1649 w autonomicznym Hetmanacie.
Od ugody perejasławskiej 1654 pod berłem cara Rosji.
W roku 1664 wojska polskie pod dowództwem króla Jana Kazimierza bez powodzenia próbowały zdobyć miasto.

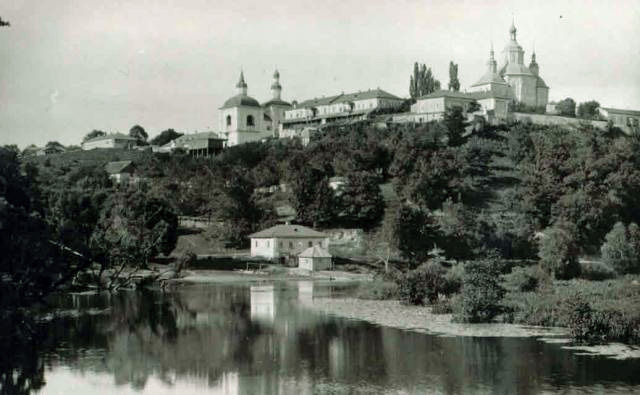
Głuchów ok. 1900 r.

Po rozejmie andruszowskim z 1667 roku oddany przez Rzeczpospolitą Rosji. Kiedy Piotr I Wielki przeniósł tu w 1708 roku siedzibę hetmana (po zburzeniu Baturyna i wymordowaniu jego mieszkańców), znaczenie miasta wzrosło. Pod rządami ostatnich hetmanów zostało przebudowane w stylu barokowym. Częste pożary, które później nawiedzały miasto, doprowadziły je jednak do upadku. Od roku 1782 Głuchów należał do guberni nowogrod-siewierskiej, a od roku 1802 czernihowskiej, między gubernią kurską a gubernią orłowską. W roku 1880 miasto liczyło 15000 mieszkańców, w większości składało się ze społeczności żydowskiej. W mieście znajdowały się trzy cerkwie oraz dwie synagogi. W marcu 1918 oddziały bolszewickie dokonały pogromu Żydów, zabijając 400 osób.
W 1959 liczyła 22 962 mieszkańców.
W 1989 liczyła 35 869 mieszkańców.
Miasto ma bogaty dorobek w dziedzinie muzyki. Działała tu Głuchowska Akademia Muzyczna, gdzie uczyli się tacy kompozytorzy jak m.in. Dmytro Bortnianski i – prawdopodobnie – Maksym Berezowski, a także słynny lutnista Tymoteusz Biełogradzki.

## Zabytki
- Cerkiew św. Mikołaja(inne języki) w stylu barokowym z lat 1693-1695
- Brama Kijowska(inne języki) w stylu barokowym z lat 1766-1769
- Cerkiew Przeobrażenia z XVIII w.
- Cerkiew Wniebowstąpienia z lat 1767-1867
- Ruiny zamku więziennego(inne języki) z XIX w.
- Dom Miklaszewskich z XIX w.
- Dom Biłowskich z 1855 r.
- Gmach Instytutu Nauczycielskiego z lat 1874-1879
- Gmach gimnazjum męskiego z lat 1880-tych
- Gmach gimnazjum żeńskiego z lat 1894-1896
- Cerkiew św. Anastazji(inne języki) w stylu barokowym z lat 1884-1897
- Kamienica Lutego z końca XIX w.
- Dom narodzin Józefa Szkłowskiego
- Gmach ziemstwa powiatowego z 1913 r.
- Wieża ciśnień(inne języki) z lat 1927-1929
- Gmach administracji z 1957 r.

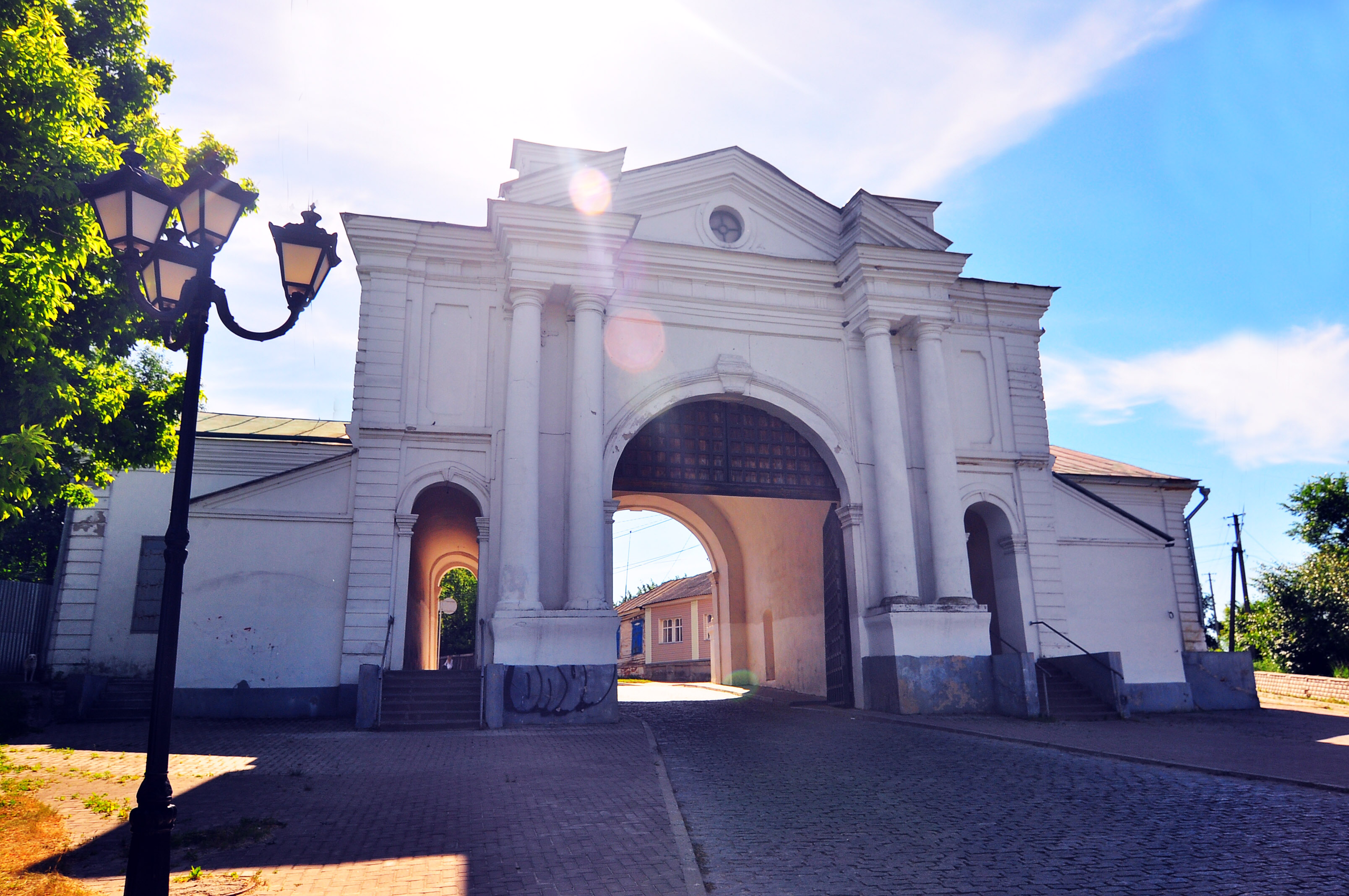
Brama Kijowska
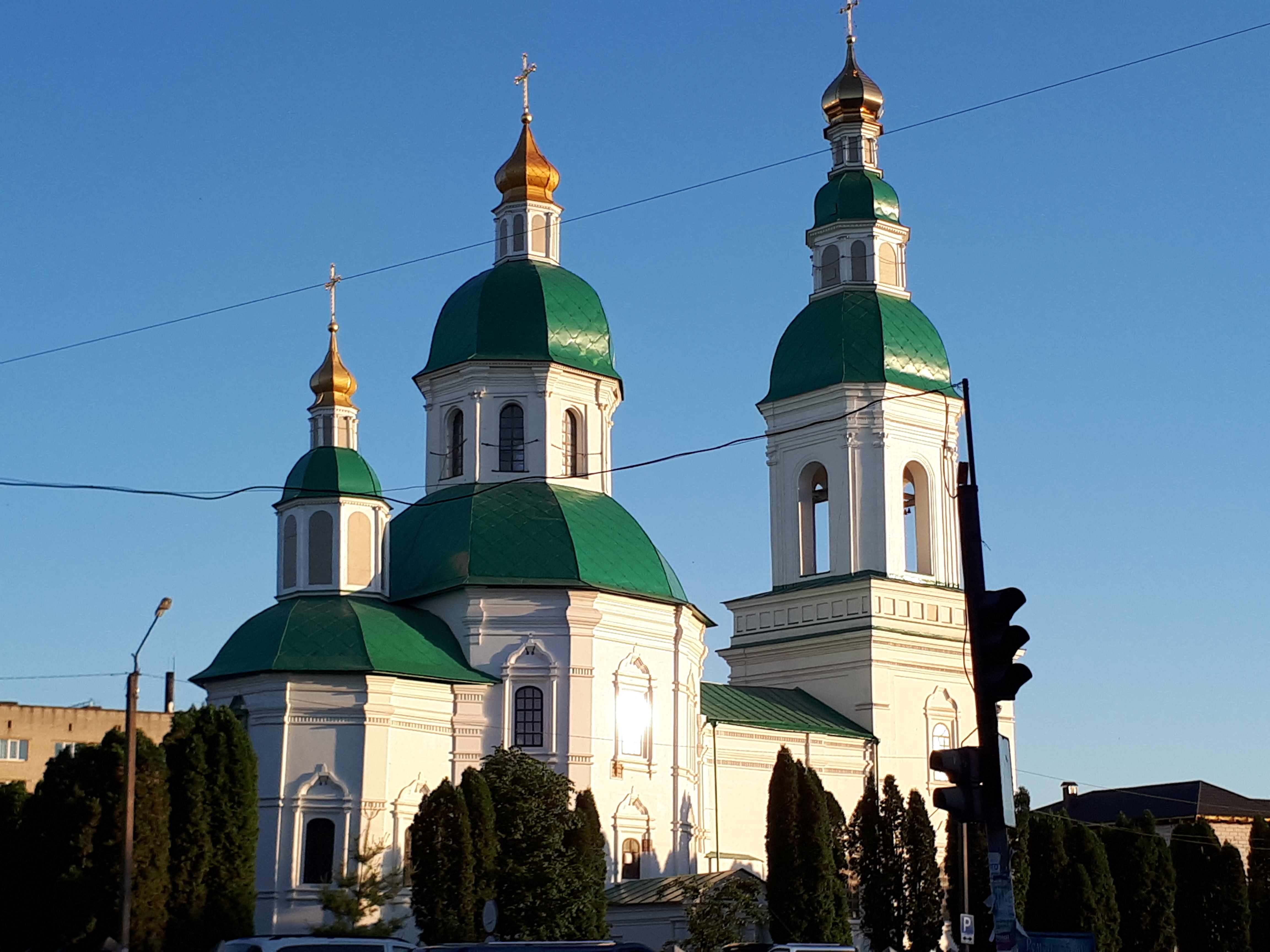
Cerkiew św. Mikołaja
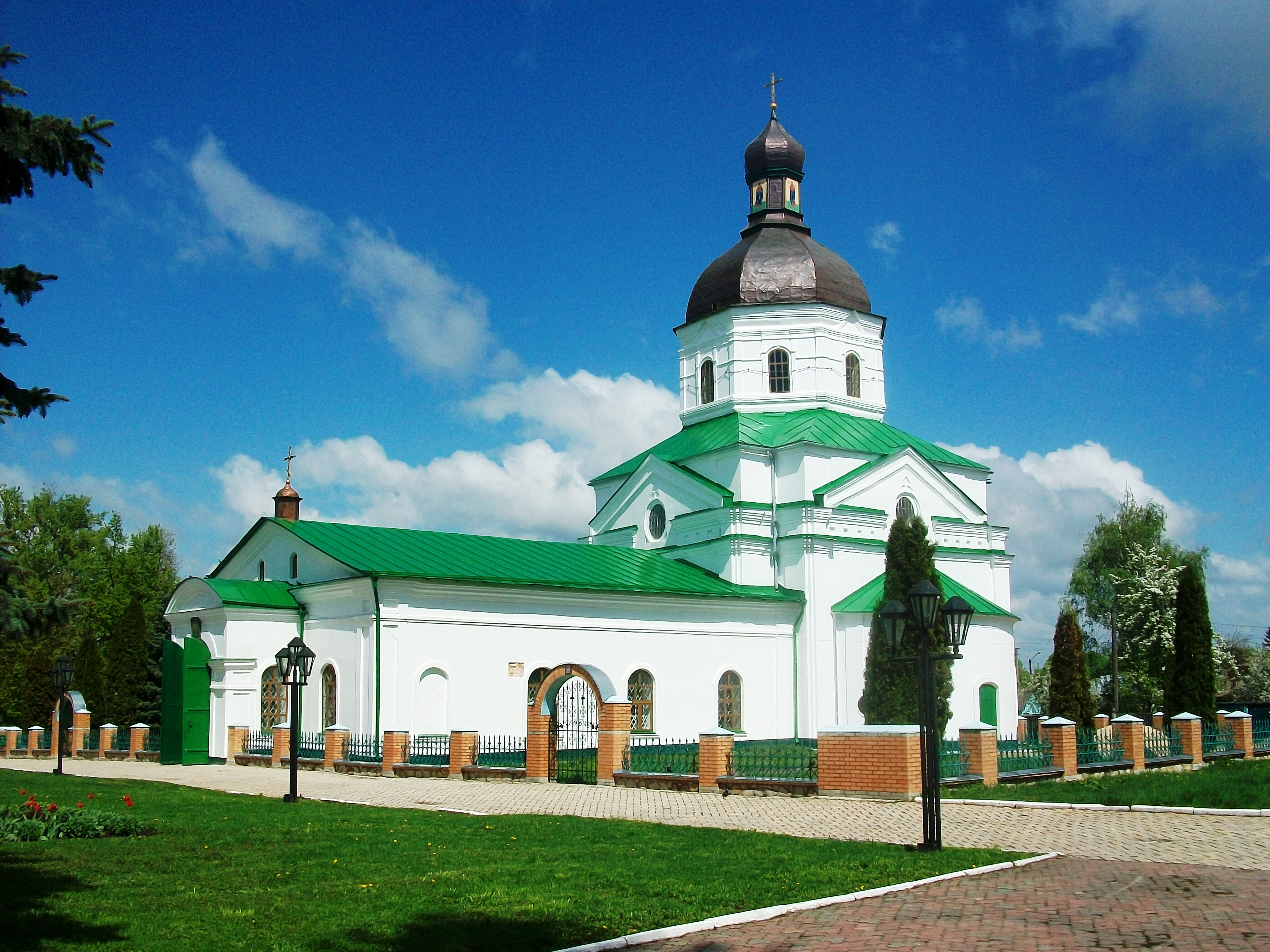
Cerkiew Przeobrażenia
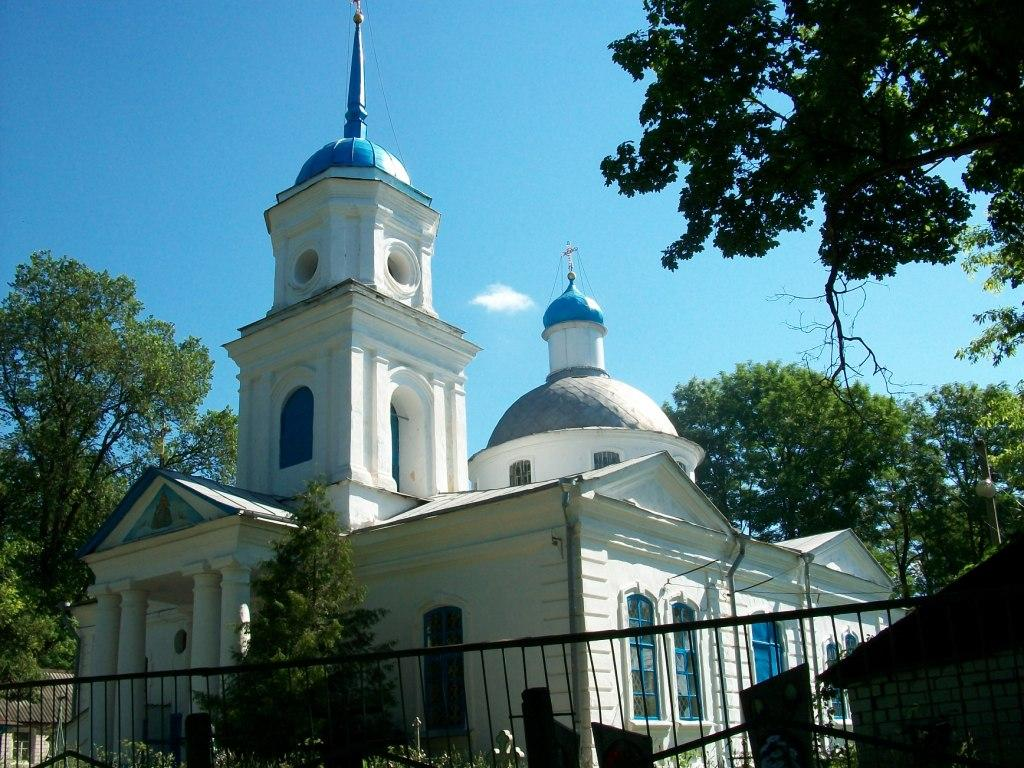
Cerkiew Wniebowstąpienia
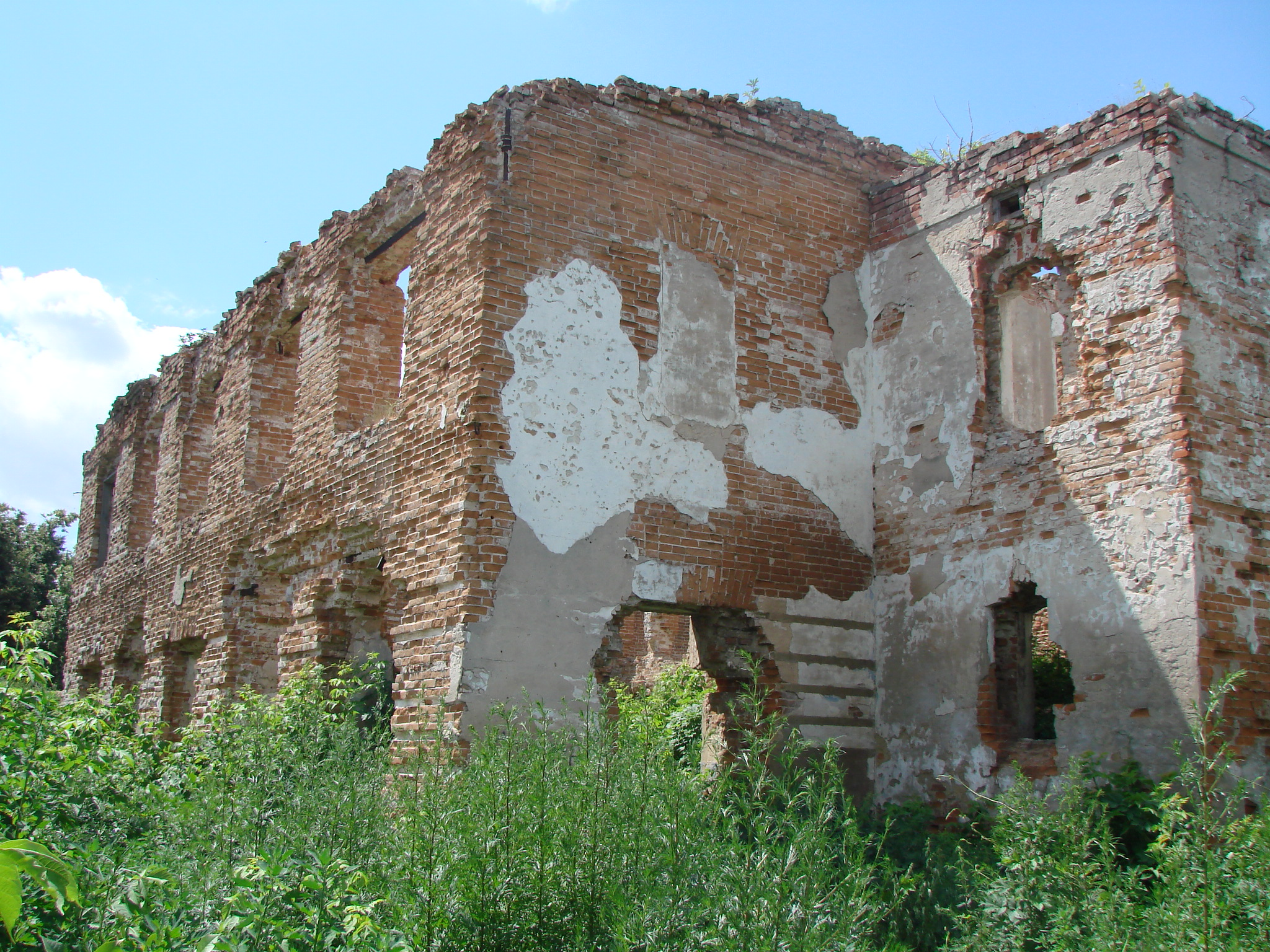
Zamek więzienny
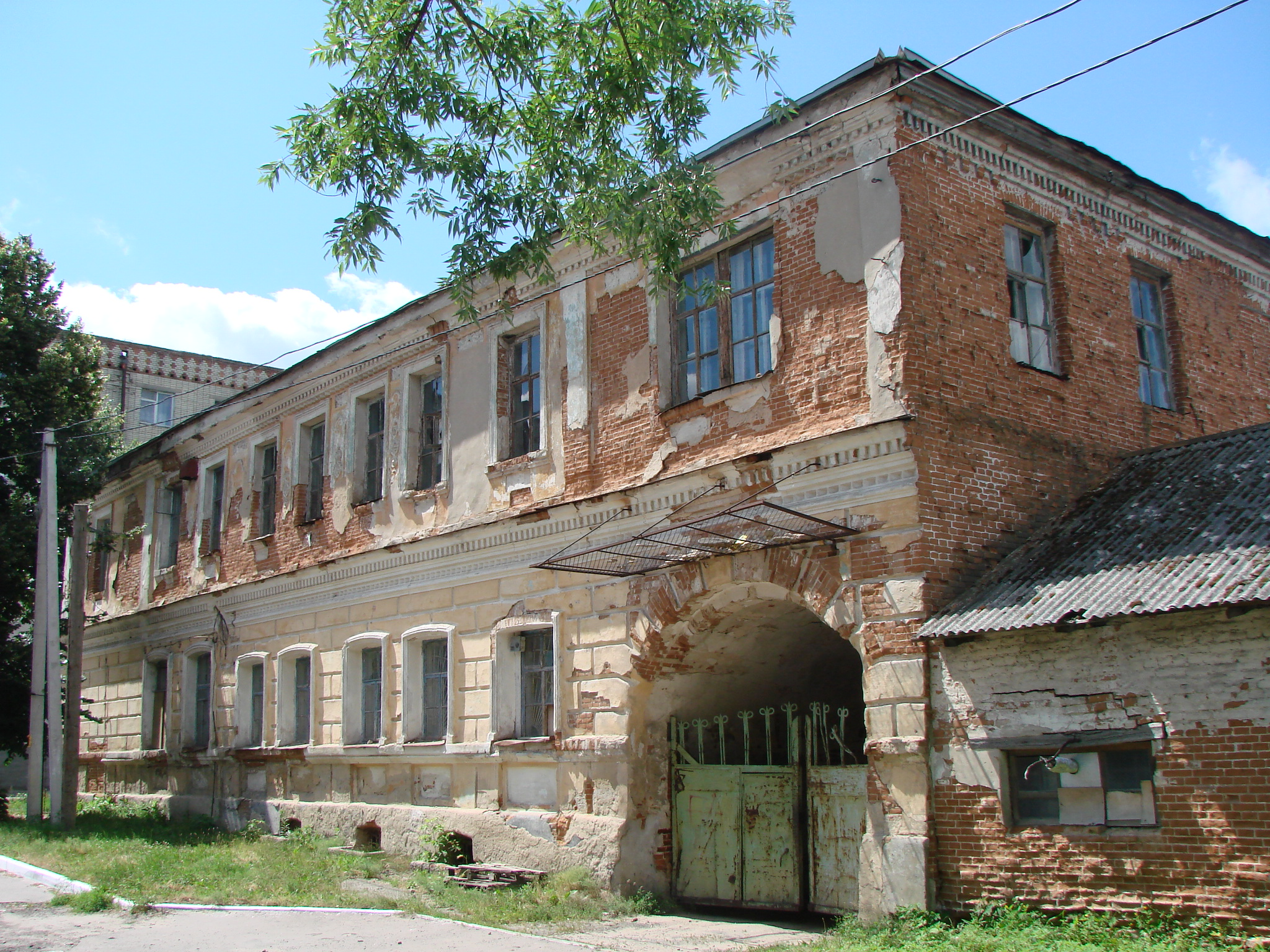
Dom Miklaszewskich
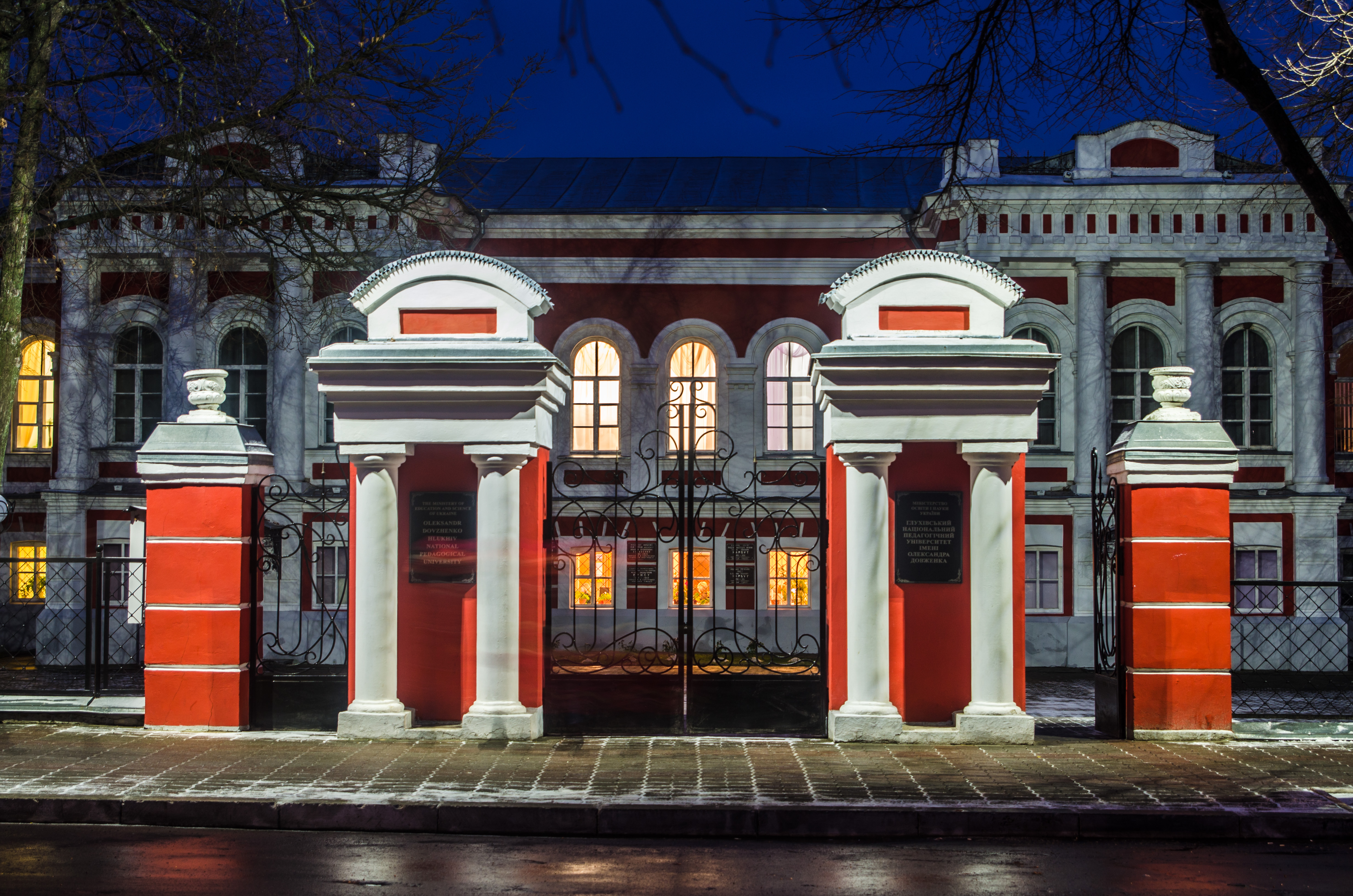
Gmach gimnazjum męskiego
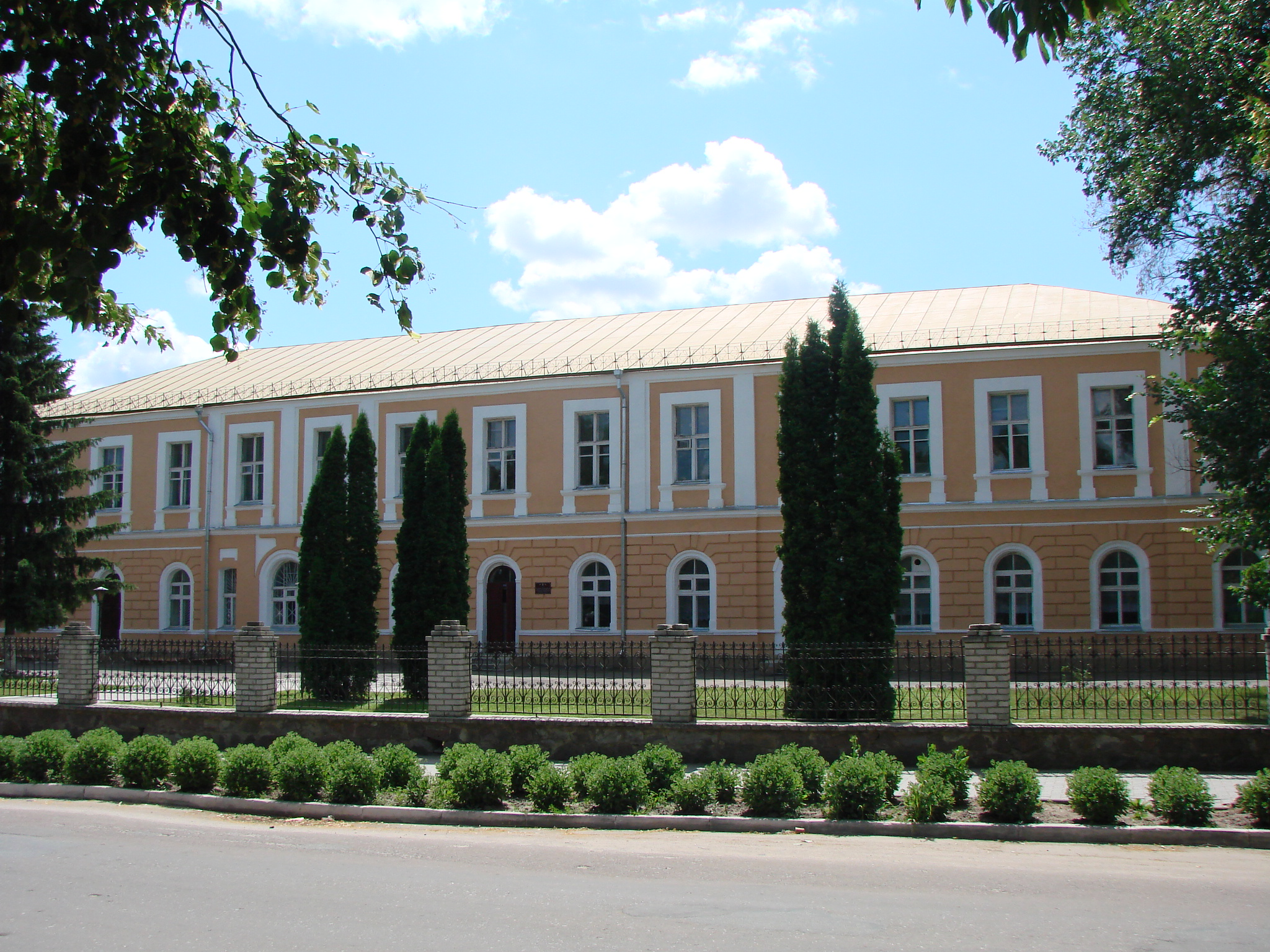
Gmach gimnazjum żeńskiego
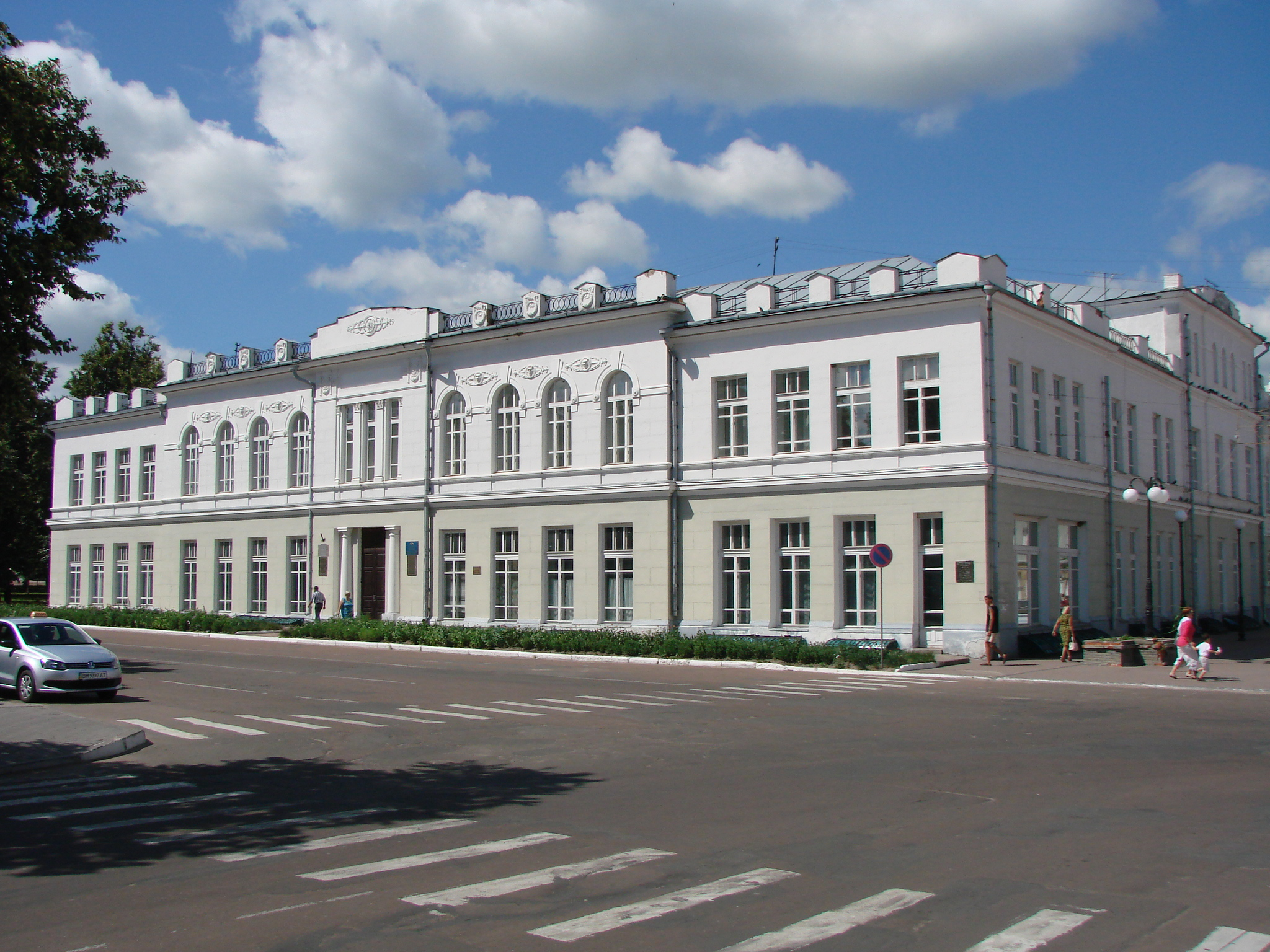
Gmach ziemstwa powiatowego
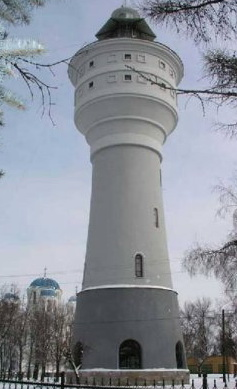
Wieża ciśnień

## Miasta partnerskie
- Gorlice